# هاوکر سیگنت
هاوکر سیگنت (به انگلیسی: Hawker Cygnet) یک هواپیمای ساختِ کارخانهٔ هاوکر ایرکرفت در کشور بریتانیا است. این هواپیما برای نخستین بار در ۱۹۲۴ میلادی مورد استفاده قرار گرفت.